# Райнер, Луиза
Луиза Ра́йнер (нем. Luise Rainer; 12 января 1910[…], Дюссельдорф, Германская империя — 30 декабря 2014[…], Лондон) — немецкая и американская актриса, награждённая двумя премиями «Оскар». Первая актриса, получившая два «Оскара», а также первая, награждённая этой премией два года подряд. На момент смерти являлась самым пожилым лауреатом премии «Оскар» и человеком, наиболее продолжительное время обладавшим этой наградой.

## Биография
Дочь Генриха Райнера и Эмили Райнер (девичья фамилия — Кёнигсбергер), Луиза родилась и получила образование в Вене (по другим данным родилась в Дюссельдорфе, Германия). Впервые она появилась на сцене в 1928 году в театре Дюмонт в Дюссельдорфе. Позже она играла в таких пьесах как «Мадемуазель» Жака Деваля, «Люди в белом» Сиднея Кингсли, «Святая Иоанна» Джорджа Бернарда Шоу, «Мера за меру» Уильяма Шекспира, «Шесть персонажей в поисках автора» Луиджи Пиранделло. Кроме того, Луиза работала в венском театре Макса Рейнхардта. Она уже снялась в нескольких немецких фильмах, когда встретила агента голливудской киностудии «MGM».
Будучи еврейкой, в преддверии Аншлюса Луиза была вынуждена уехать в Голливуд (1935). При содействии Луиса Б. Майера она снялась в нескольких крупных проектах его студии: «Великий Зигфелд» (1936), «Благословенная земля» (1937) и «Большой вальс» (1938).
За роли в первых двух картинах она выиграла два «Оскара» подряд. Такой успех был беспрецедентен для иностранки, однако, по словам самой Луизы, эти две премии — худшее, что произошло в её карьере. По мнению многих критиков, игра Луизы в фильме «Благословенная земля» была не так хороша, как игра Греты Гарбо в фильме «Дама с камелиями». С лёгкой руки Райнер появилось представление об «оскаровском проклятии»: выиграв заветную статуэтку, актёр уже не может сыграть ничего путного.

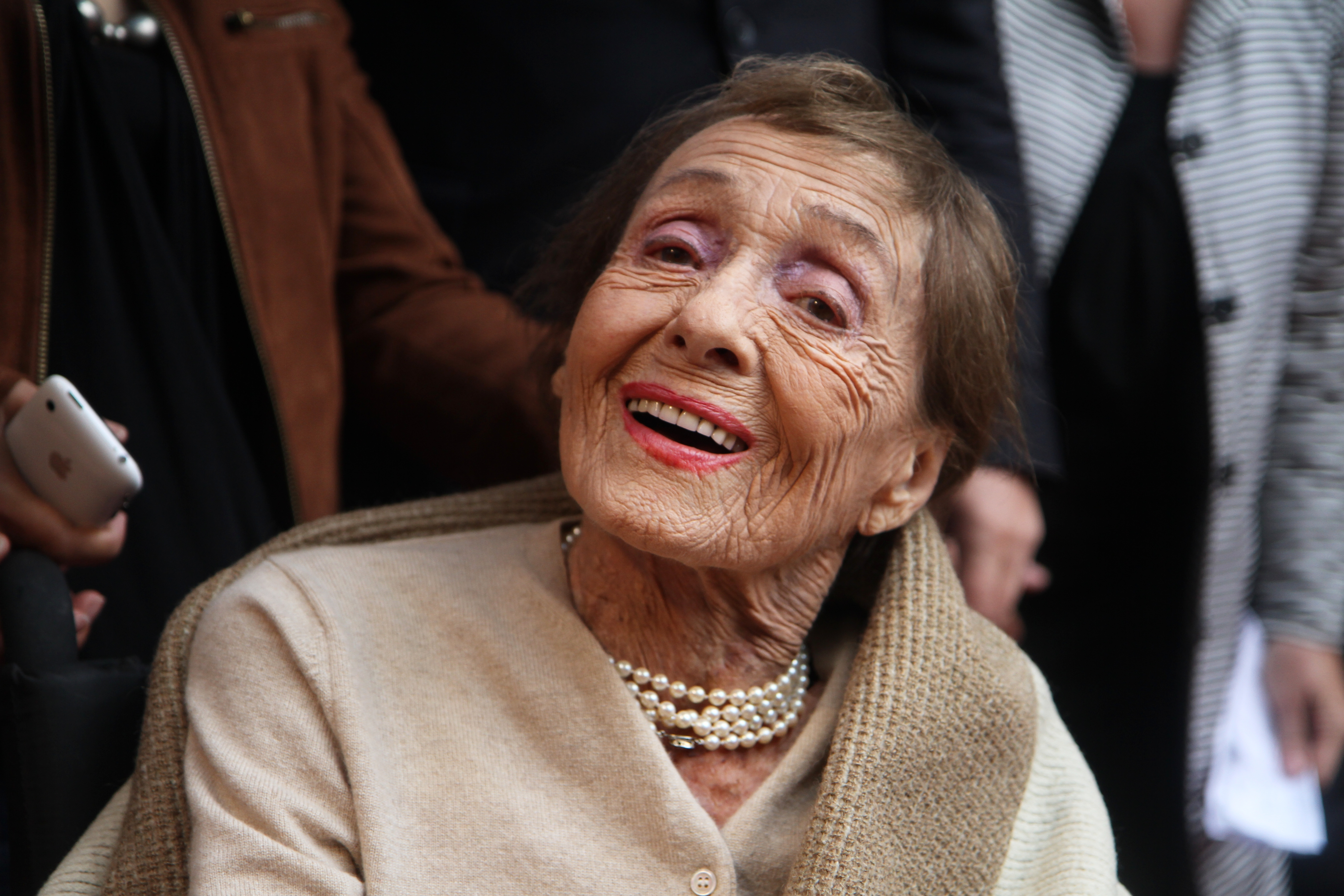
На Бульваре звезд в Берлине в 2011 году

После 1938 года Луиза сыграла ещё в нескольких фильмах, однако ни один из них не был успешным. Она хотела играть серьёзные роли, однако руководство студии не соглашалось на это. Кроме того, Луиза требовала повышения гонорара, что создало ей репутацию непростого и вспыльчивого человека. Разочаровавшись в Голливуде, актриса расторгла контракт с киностудией и вышла замуж за драматурга Клиффорда Одетса. Однако их брак продлился лишь три года. Несмотря на все сложности с киноиндустрией, Луиза Райнер была одной из актрис, рассматривавшихся на роль Скарлетт О’Хары в фильме «Унесённые ветром».
1 мая 1939 года Луиза впервые сыграла в театре Великобритании, а в мае 1942 года — в театре США. В 1943 году она появилась в фильме «Заложники», а в следующем году окончательно покинула Голливуд. Незадолго до этого Луиза вышла замуж за издателя Роберта Ниттела. У них родилась дочь Франческа. Супруги прожили вместе до 1989 года, когда скончался Роберт.
После ухода из кино Луиза стала эпизодически появляться на телевидении. В конце 1950-х годов она отклонила роль в фильме «Сладкая жизнь» Федерико Феллини. В возрасте 87 лет Райнер неожиданно вернулась в кино, сыграв в венгерской киноверсии романа Достоевского «Игрок».
Её также можно было увидеть на юбилейных церемониях вручения «Оскаров» в 1998 и 2003 годах. В 2011 году Райнер присутствовала на открытии собственной звезды на Аллее звёзд в Берлине. Несмотря на то, что в 1940-е годы Луиза стала гражданкой США, большую часть жизни она провела в Великобритании, где жила в квартире, ранее принадлежавшей Вивьен Ли.
Луиза Райнер имеет звезду на Голливудской аллее славы. Скончалась в Лондоне от пневмонии 30 декабря 2014 года в возрасте 104 лет.

## Фильмография
| Год  |   | Русское название        | Оригинальное название      | Роль                   |
| ---- | - | ----------------------- | -------------------------- | ---------------------- |
| 1932 | ф | Желание 202             | Sehnsucht 202              | Китти                  |
| 1932 | ф | У мадам гости           | Madame hat Besuch          | н/д                    |
| 1933 | ф | Сегодня в том-то и дело | Heut' kommt's drauf an     | Марита Коста           |
| 1935 | ф | Побег                   | Escapade                   | Леопольдина Дюр        |
| 1936 | ф | Великий Зигфельд        | The Great Ziegfeld         | Анна Хелд              |
| 1937 | ф | Благословенная земля    | The Good Earth             | О-Лан                  |
| 1937 | ф | Свечи императора        | The Emperor's Candlesticks | Графиня Ольга Миронова |
| 1937 | ф | Большой город           | Big City                   | Анна Бентон            |
| 1938 | ф | Игрушечная жена         | The Toy Wife               | Жильберта Бригард      |
| 1938 | ф | Большой вальс           | The Great Waltz            | Польди Фогельхюбер     |
| 1938 | ф | Драматическая школа     | Dramatic School            | Луиза Маубан           |
| 1943 | ф | Заложники               | Hostages                   | Милада Прессингер      |
| 1954 | ф | Первый поцелуй          | Der erste Kuß              | н/д                    |
| 1997 | ф | Игрок                   | The Gambler                | Бабушка                |

## Награды
Список приведён в соответствии с данными сайта IMDb.com.
| Награда                             | Год  | Категория                               | Работа               | Результат |
| ----------------------------------- | ---- | --------------------------------------- | -------------------- | --------- |
| Оскар                               | 1937 | Лучшая женская роль                     | Великий Зигфелд      | Победа    |
| Оскар                               | 1938 | Лучшая женская роль                     | Благословенная земля | Победа    |
| Национальный совет кинокритиков США | 1937 | Лучшая роль                             | Благословенная земля | Победа    |
| Сообщество кинокритиков Нью-Йорка   | 1937 | Лучшая актриса                          | Великий Зигфелд      | Победа    |
| Голливудская «Аллея славы»          | 1960 | Именная звезда за вклад в киноиндустрию | н/д                  | Победа    |